# HD 86264 b
HD 86264 b es un planeta extrasolar que orbita la estrella de tipo F de la secuencia principal HD 86264, localizado aproximadamente a 237 años luz de distancia en la constelación de Hydra. Este planeta tiene una órbita muy excéntrica, con una distancia a su estrella que varía entre los 0,86 UA y los 4,86 UA. Su periodo orbital es de 4 años. El planeta y sus satélites con importantes atmósferas pueden experimentar variaciones estacionales extremas durante el transcurso de su órbita. Su masa mínima equivale a 7 masas jovianas y su semieje mayor es de 2,86 UA. Este planeta fue detectado usando el método de la velocidad radial el 13 de agosto de 2009.